# NGC 362

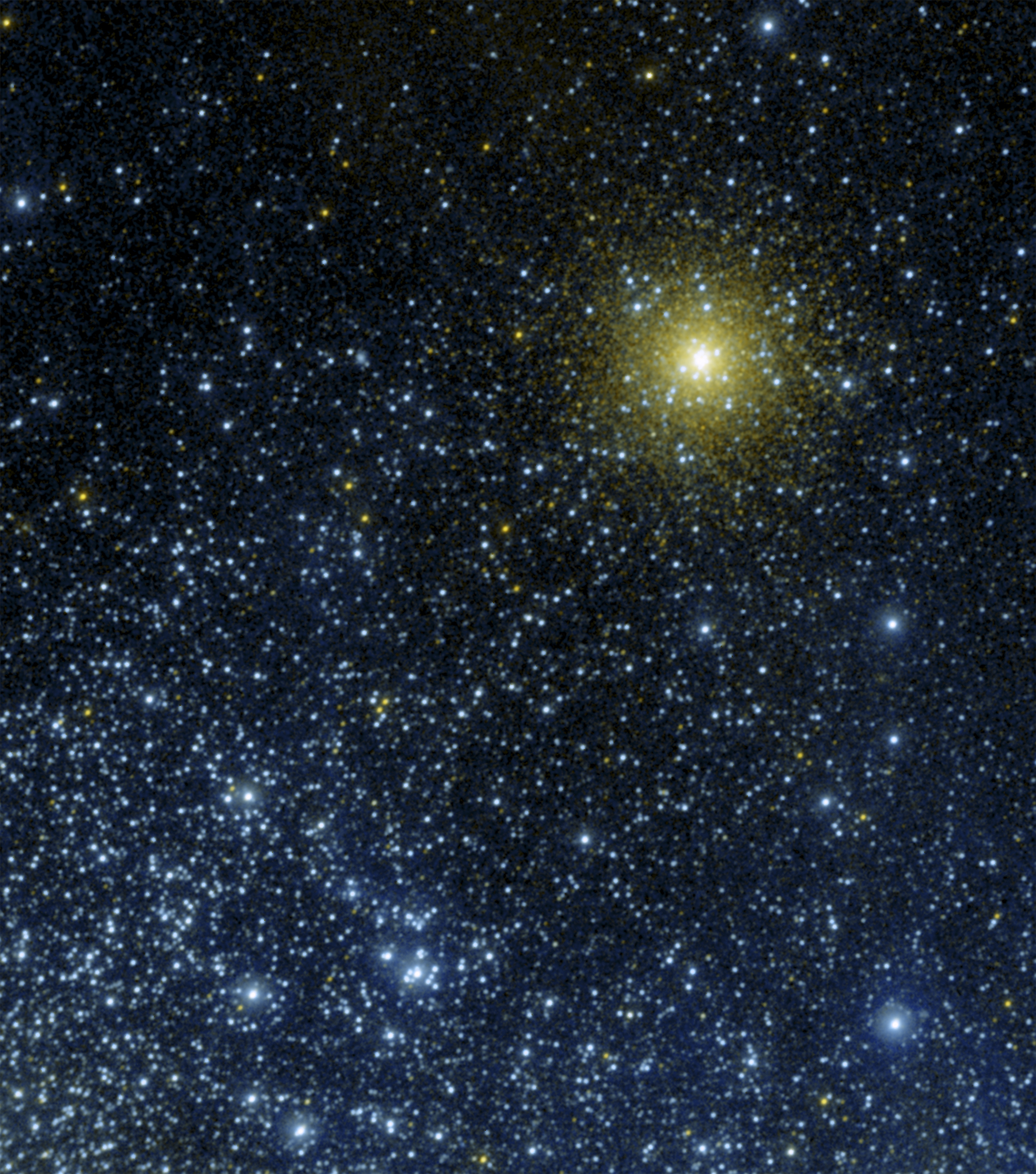
NGC 362 dans le domaine de l'ultraviolet par GALEX. Cette image est en fausses couleurs.

NGC 362 (Caldwell 104) est un amas globulaire de la constellation du Toucan dans l'hémisphère sud, découvert le 1er août 1826 par l'astronome écossais James Dunlop.
Malgré le fait qu'il soit relativement lumineux et facilement observable avec un petit télescope, l'amas NGC 362 est souvent négligé par rapport à son voisin NGC 104 (47 Tucanae), plus lumineux.
Selon une étude publiée en 2010, la métallicité de NGC 362 est égale à -1,09 [Fe/H] et son âge à 10,37 milliards d'années. La métallicité des étoiles est en moyenne plus élevée que celles des étoiles de la plupart des amas globulaires, ce qui implique que NGC 362 est un amas relativement jeune par rapport aux autres amas. Il s'y trouve aussi une surabondance de système binaire d'étoiles et un noyau exceptionnellement compact de 13 années-lumière de diamètre. L'excentricité de l'orbite de NGC 362 est assez élevée et sa période de révolution autour du centre de la Voie lactée est de 3260 années.
Une publication parue en 2018 suggère que NGC 362 serait possiblement l'un des amas globulaires nés de la fusion de la galaxie naine Gaïa-Encelade avec la Voie lactée.